# Onobrychis transcaspica
Onobrychis transcaspica är en ärtväxtart som beskrevs av V.V.Nikitin. Onobrychis transcaspica ingår i släktet esparsetter, och familjen ärtväxter. Inga underarter finns listade i Catalogue of Life.